# Papua Barat Daya
Papua Barat Daya, deutsch Südwestpapua, ist eine Provinz in Westneuguinea, dem indonesischen Teil Neuguineas. Die Provinz wurde im Dezember 2022 von der Provinz Papua Barat abgespalten und ist zurzeit, neben Papua Barat, Schauplatz des Papuakonflikts. Hauptstadt ist Sorong mit etwas unter 300.000 Einwohnern.

## Geographische Lage
Papua Barat Daya wurde 2022 nach einer Abstimmung im Volksvertretungsrat der Republik Indonesien von der Provinz Papua Barat abgetrennt.
Papua Barat Daya liegt trotz ihres Namens im Nordwesten von Westneuguinea. Die Provinz unterteilt sich in fünf Regierungsbezirke (indonesisch Kabupaten) sowie die eigenständige Stadt (indonesisch Kota) Sorong.
| Code   | Wappen | Kabupaten/Kota Regierungsbezirk | Regierungssitz | Lage        | Fläche (km2) | Kecamatan Distrikte | Bevölkerung (Zensus 2010) | Bevölkerung (Zensus 2020) |
| ------ | ------ | ------------------------------- | -------------- | ----------- | ------------ | ------------------- | ------------------------- | ------------------------- |
| 096.01 |        | Sorong                          | Aimas          |             | 6.544,23     | 30                  | 70.619                    | 118.679                   |
| 096.02 |        | Sorong Selatan (Südsorong)      | Teminabuan     |             | 6.594,31     | 15                  | 37.900                    | 52.469                    |
| 096.03 |        | Raja Ampat                      | Wasai (Waisai) |             | 8.034,44     | 24                  | 42.507                    | 64.141                    |
| 096.04 |        | Tambrauw                        | Fef            |             | 11.529,18    | 29                  | 6.144                     | 28.379                    |
| 096.05 |        | Maybrat                         | Kumurkek       |             | 5.461,69     | 24                  | 33.081                    | 42.991                    |
| 096.71 |        | Sorong (Stadt)                  | Sorong         |             | 656,64       | 10                  | 190.625                   | 284.410                   |
| 096    |        | Papua Barat Dayah               | Kota Sorong    | Kota Sorong | 38.820,49    | 132                 | 380.876                   | 591.069                   |